# 正西乡
正西乡，是中华人民共和国河北省邯郸市永年区下辖的一个乡镇级行政单位。

## 行政区划
正西乡下辖以下地区：
东一村、东二村、西一村、西二村、郑湾村、张湾村、杨湾村、台湾村、刘湾村、前朱庄村、后朱庄村、前高岳村、后高岳村、东宋固村、西宋固村、东高固村和西高固村。